# Belgische Badmintonmeisterschaft 2013
Die Belgische Badmintonmeisterschaft 2013 fand vom 2. bis zum 3. Februar 2013 in Verviers statt.

## Medaillengewinner
| Disziplin    | Gold                           | Silber                          | Bronze                             |
| ------------ | ------------------------------ | ------------------------------- | ---------------------------------- |
| Herreneinzel | Yuhan Tan                      | Maxime Moreels                  | Nathan Vervaeke                    |
| Herreneinzel | Yuhan Tan                      | Maxime Moreels                  | Frédéric Gaspard                   |
| Dameneinzel  | Lianne Tan                     | Marie Demy                      | Nining Kustyaningsih               |
| Dameneinzel  | Lianne Tan                     | Marie Demy                      | Sabine Devooght                    |
| Herrendoppel | Matijs Dierickx Freek Golinski | Jonathan Gillis Maxime Moreels  | Olivier de Nieuport Alexis Degen   |
| Herrendoppel | Matijs Dierickx Freek Golinski | Jonathan Gillis Maxime Moreels  | Nick Marcoen Sam van den Broeck    |
| Damendoppel  | Janne Elst Jelske Snoeck       | Steffi Annys Séverine Corvilain | Ine Lanckriet Flore Vandenhoucke   |
| Damendoppel  | Janne Elst Jelske Snoeck       | Steffi Annys Séverine Corvilain | Manon Albinus Debbie Janssens      |
| Mixed        | Freek Golinski Janne Elst      | Matijs Dierickx Debbie Janssens | Lionel Warnotte Séverine Corvilain |
| Mixed        | Freek Golinski Janne Elst      | Matijs Dierickx Debbie Janssens | Frédéric Gaspard Sabine Devooght   |